# Abbaye de Ripalta di Puglia
L'abbaye de Ripalta di Puglia est une abbaye bénédictine puis cistercienne, enfin rattachée à l'Ordre des Célestins. Située au nord des Pouilles en Italie, près du lac de Lesina, elle est fondée à une date inconnue ; elle devient cistercienne au début du XIIIe siècle ; son évolution médiévale est peu connue, mais elle est probablement abandonnée 

## Localisation et toponymie
L'abbaye est située sur les coteaux de la rive droite du Fortore, quelques kilomètres avant son embouchure, et à peu de distance de la pointe occidentale du lac de Lesina. Elle tire son nom de cet emplacement, « Ripalta » signifiant « falaise »,.

## Histoire

### Fondation, incorporation cistercienne et Moyen Âge
L'abbaye est très probablement un établissement bénédictin dont la date de fondation n'est pas connue. En octobre 1201, des moines venus de Casanova l'affilient à l'ordre cistercien alors en pleine expansion. En 1255, une grange est ajoutée au patrimoine de l'abbaye, mais c'est un des très rares mentions de l'histoire médiévale du monastère,.
L'abbaye médiévale vit notamment de l'aménagement hydraulique du fleuve, mais aussi de l'élevage de bœufs et de buffles, dont un grand nombre sont envoyés en 1309 pour aider à la construction de la cathédrale de Lucera.
Le 17 août 1307 a lieu une réunion importante à Ripalta : elle réunit les communautés locale et de Casanova, ainsi que le notaire Enrico di Civitate ; le but de la réunion est la rédaction de documents, ensuite transmis au pape Clément V. Ces documents ont pour but d'incorporer l'abbaye bénédictine Saint-Jean de Lamis à celle de Casanova, du fait de prétendues grandes difficultés matérielles. Malgré l'aspect opportuniste d'une telle demande, le pape finit par accepter.

### Commende, abandon, reprise par les Célestins et fin
À une date inconnue, l'abbaye tombe en commende. Comme partout ailleurs, ce régime y produit un déclin qui va jusqu'à l'abandon des lieux. Au début du XVIIIe siècle, elle est confiée aux Célestins ; ceux-ci incorporent en 1719 l'abbaye de Ripalta à leur couvent Santa Trinità dei Celestini situé à San Severo.
En 1806, l'ordre des Célestins est dissous par les troupes napoléoniennes. L'abbaye, sécularisée, revient à la famille Galante de Naples, aux descendants de laquelle elle continue d'appartenir au XXIe siècle. Le site est inhabité mais utilisé par les agriculteurs locaux.

### Abbés connus
Le chapitre général mentionne en 1259 les abbés de Ripalta et de San Vito de transférer la communauté d'Arabona à Sterpeto (de), mais ne nomme pas les abbés en question.
Une chronique médiévale nomme un des abbés de Ripalta Nicola ; sous son abbatiat le chapelain Iacopo est également nommé.

## Architecture
Le seul bâtiment subsistant du monastère est l'église abbatiale, qui a été étudiée par Renate Wagner-Rieger (de) ainsi que par Anselme Dimier. Il s'agit de l'église des cisterciens ; un potentiel édifice plus ancien n'a en tout cas laissé aucune trace. Le plan originel en croix latine de l'église a subi des modifications ; toutefois Renate Wagner-Rieger estime que la nef cistercienne, flanquée de deux bas-côtés, était longue de cinq travées.
Le transept, long de cinq travées en comptant la croisée, et le chœur sont conformes à l'architecture bernardine bourguignonne. Ce dernier se termine en effet par une abside quadrangulaire, percée de trois lancettes et entourée de deux chapelles de chaque côté, ouvrant chacune sur un des bras du transept.
L'ensemble est voûté en ogive. Toutefois, l'abside, qui est probablement antérieure au reste du sanctuaire, est voûtée selon un principe hexapartite qu'on peut trouver notamment dans le gothique angevin. Une proximité architecturale avec l'abbaye San Martino al Cimino est visible.